# Ларга-Жижія
Ларга-Жижія (рум. Larga-Jijia) — село у повіті Ясси в Румунії. Входить до складу комуни Мовілень.
Село розташоване на відстані 335 км на північ від Бухареста, 23 км на північний захід від Ясс.

## Населення
За даними перепису населення 2002 року у селі проживали 744 особи, з них 741 особа (99,6%) румунів. Усі жителі села рідною мовою назвали румунську.